# Оберн (Мичиген)
Оберн (Мичиген) (енгл. Auburn) град је у америчкој савезној држави Мичиген. По попису становништва из 2010. у њему је живело 2.087 становника.

## Демографија
Према попису становништва из 2010. у граду је живело 2.087 становника, што је 76 (3,8%) становника више него 2000. године.
| Група             | 2000.         | 2010.         |
| Белци             | 1.930 (96,0%) | 2.002 (95,9%) |
| Афроамериканци    | 7 (0,3%)      | 7 (0,3%)      |
| Азијати           | 6 (0,3%)      | 11 (0,5%)     |
| Хиспаноамериканци | 48 (2,4%)     | 41 (2,0%)     |
| Укупно            | 2.011         | 2.087         |